# Contea di Archuleta
La contea di Archuleta (in inglese Archuleta County) è una contea dello Stato del Colorado negli Stati Uniti. La popolazione al censimento del 2000 era di 9 898 abitanti. Il capoluogo di contea è Pagosa Springs.

## Geografia
La contea si trova nel sud-ovest dello Stato, al confine con il Nuovo Messico. Comprende parte delle Montagne San Juan e il fiume principale è il San Juan, un immissario del fiume Colorado, che scorre nel sud-ovest e passa per Pagosa Springs, il capoluogo di contea. Il fiume Piedra scorre verso sud nella parte occidentale della contea.
Nel territorio della contea si trova anche parte della Riserva Southern Ute. La contea è attraversata dall'Old Spanish Trail e dal Continental Divide National Scenic Trail.

### Contee confinanti
- Contea di Mineral - nord
- Contea di Rio Grande - nord-est
- Contea di Conejos - est
- Contea di Rio Arriba (Nuovo Messico) - sud
- Contea di San Juan (Nuovo Messico) - sud-ovest
- Contea di La Plata - ovest
- Contea di Hinsdale - nord-ovest

## Storia
Prima dell'arrivo degli europei, l'area era abitata dai nativi Anasazi, poi da Apache, Navajo e Ute. Nel 1848 il Messico cedette l'area agli Stati Uniti. La contea fu creata nel 1885 e fu chiamata così in onore di J. M. Archuleta, parte di un'importante famiglia spagnola in Nuovo Messico, e Antonio D. Archuleta, senatore della contea di Conejos.

## Town
L'unico comune (town) incorporato della contea è Pagosa Springs, il capoluogo.